# Cheryl Gillan
Pour les articles homonymes, voir Gillan.
Cheryl Gillan, née le 21 avril 1952 à Cardiff et morte le 4 avril 2021 à Epsom est une femme politique britannique. Elle est ministre pour le Pays de Galles dans le gouvernement Cameron I, de 2010 à 2012.

## Biographie
Cheryl Gillan fait ses études secondaires au Cheltenham Ladies' College. Elle fait ensuite des études de droit et de marketing.